# Indien i olympiska vinterspelen 2022
Indien deltog i de olympiska vinterspelen 2022 i Peking i Kina mellan den 4 och 20 februari 2022.
Indiens lag bestod av en manlig alpin skidåkare. Arif Khan var landets fanbärare vid öppningsceremonin. Vid avslutningsceremonin var en volontär landets fanbärare.

## Alpin skidåkning
| Idrottare | Gren                 | Åk 1    | Åk 1      | Åk 2             | Åk 2             | Totalt           | Totalt           |
| Idrottare | Gren                 | Tid     | Placering | Tid              | Placering        | Tid              | Placering        |
| --------- | -------------------- | ------- | --------- | ---------------- | ---------------- | ---------------- | ---------------- |
| Arif Khan | Herrarnas storslalom | 1.22,35 | 53        | 1.24,49          | 44               | 2.47,24          | 45               |
| Arif Khan | Herrarnas slalom     | DNF     | DNF       | Gick inte vidare | Gick inte vidare | Gick inte vidare | Gick inte vidare |